# ونة أباد (أوتش هاتشا)
ونة أباد (بالفارسية: ونه‌آباد) هي منطقة سكنية تقع في إيران في قسم أوتش هاتشا الریفي. يقدر عدد سكانها بـ 152 نسمة .